# Kongsbergia reticulata
Kongsbergia reticulata är en kvalsterart som beskrevs av Herbert Habeeb 1956. Kongsbergia reticulata ingår i släktet Kongsbergia och familjen Aturidae. Inga underarter finns listade i Catalogue of Life.